# 刀定國

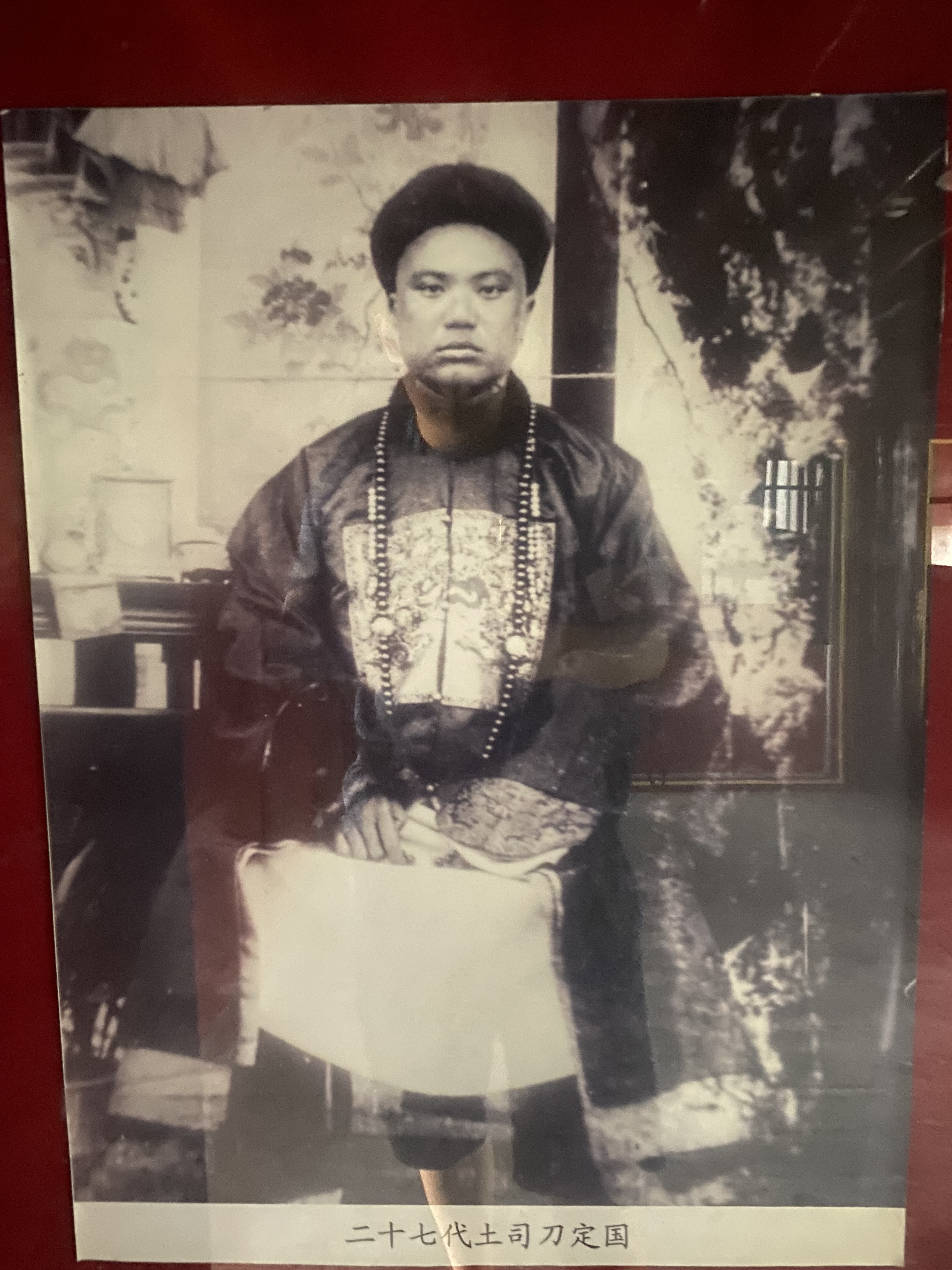
南甸27世土司刀定国

刀定國，字化南，傣族，為南甸宣撫司土司，前任土司刀守忠的嫡子。在其任內，興建了南甸宣撫司署的二院。1903年，在刀定國任上發生了小邦杏慘案。刀定國之後，1909年其子刀樾春承襲土司。1912年辛亥革命勝利之後，刀樾春主張其本為漢族，向政府陳請全族改姓龔姓，恢復漢人身份。。